# طارق سعيد حسانين
طارق سعيد حسانين عبد الكريم مواليد ( 15 نوفمبر 1961) عضو مجلس النواب عن دائرة إمبابة خلال الدورة ( 2015- 2020 ) و رئيس نـــادى الترسانة الرياضى .

## الحياة العملية
عضو مجلس النواب عن دائرة إمبابة عضو مجلس النواب 2021
- عضو مجلس النواب خلال الدورة ( 2015- 2020 )

- رئيس نـــادى الترسانة الرياضى

- رئيس غرفة صناعة الحبوب بإتحاد الصناعات المصرية

- عضو مجلس إدارة إتحاد الصناعات المصرية

- عضو اللجنة الاقتصادية بمجلس النواب المصرى

- رئيس مجلس إدارة جمعية عمر بن الخطاب الخيرية بإمبابة

- عضو مجلس إدارة جمعية تأهيل شباب المعاقين وأسرهم بإمبابة

- عضو جمعية الطحانين المصريين

- عضو جمعية اللاعبين المحترفين لكرة القدم

- رئيس لجنة التصدير والتجارة الخارجية بإتحاد الصناعات المصرية

- عضو مجلس الشورى 2010